# Bancesa
O Bancesa foi um banco brasileiro com sede em Fortaleza, capital do Ceará. O banco teve falência decretada em fevereiro de 2003.

## Historia
O BANCESA, originalmente, trata-se do antigo “Banco de Crédito Popular de Sobral” (antigo "Banco Popular de Sobral" fundado em 1927 pela  Ação Social Católica) que após um aumento de capital social em 1960 (cerca 10.000 ações, no valor de Cr$100,00 cada), teve como principais compradores destas novas ações os irmãos José Machado de Araújo, Raimundo Machado de Araújo e Manuel Machado de Araújo, que eram comerciantes e domiciliados em Fortaleza. Os quais assumem a diretoria do referido banco em 1963 (com  Manoel Machado de Araújo como presidente). Mudam a razão social em 1964 para  Banco de Sobral S/A até 1969, quando passa a se chamar Banco do Ceará S.A - BANCESA e por fim, mudou para Banco Comercial Bancesa S/A nome que usou ate o encerramento de suas atividades (Jawdat Abu-El-Haj, 1988 e Negreiros, 2012).  
Fez parte da sua diretoria estatutária, como diretor de expansão, Jackson Pereira, que foi responsável pelo seu processo de crescimento tornando a instituição de abrangência nacional. Por sua capacidade de trabalho e visão empresarial, o banqueiro era apelidado de trator. Em 1990, Pereira desligou-se da sociedade e passou a dedicar-se ao seu mandato de deputado federal, recém conquistado pelo Ceará.  
Sofreu intervenção do Banco Central do Brasil em fevereiro de 1995, com passivos de aproximadamente 421 milhões de reais e ativos de 136 milhões; a falência foi decretada em 2003. Em 27 de janeiro de 2005 foi indeferido o pedido de declaração de nulidade de arrecadação dos bens da massa e deferida a sustação da venda dos bens imóveis. 